# Hokkaidó Consadole Sapporo
Hokkaidó Consadole Sapporo (japonsky 北海道コンサドーレ札幌) je japonský fotbalový klub z města Sapporo hrající v J1 League. Klub byl založen v roce 1935 pod názvem Toshiba Horikawa SC a hrál v provincii Kawasaki. V roce 1996 se přestěhoval do Sappora a přijal jméno Consadole Sapporo. V roce 1998 se připojili do J.League, profesionální japonské fotbalové ligy. Svá domácí utkání hraje na Sapporo Dome.

## Významní hráči
- Masaši Óguro
- Jasujuki Konno
- Masaši Nakajama
- Šindži Ono
- Hulk